# Wydzielanie autokrynowe
Wydzielanie autokrynowe – wydzielanie substancji, które dostają się do przestrzeni międzykomórkowej i działają zwrotnie, regulując funkcje komórki, która ją wyprodukowała i wydzieliła (lub oddziałując na komórki tego samego typu znajdujące się w pobliżu).